# Witowo (województwo warmińsko-mazurskie)
Witowo (niem. Ittowen, w latach 1927–1945 Gittau) – wieś w Polsce położona w województwie warmińsko-mazurskim, w powiecie szczycieńskim, w gminie Jedwabno. W latach 1975–1998 miejscowość należała administracyjnie do województwa olsztyńskiego. Leży na północno-wschodnim brzegu Jeziora Brajnickiego.

## Historia
Wieś założona około 1400 r., lokowana w roku 1450. W pobliżu znajduje się także majątek Witowo. W 2010 roku z okazji 600–lecia przed świetlicą odsłonięto głaz podarowany przez Waldemara Samsela prezesa Towarzystwa Przyjaciół Witowa z napisem "600 lat Witowa 1410-2010". 

## Zabytki
- Murowana szkoła z początku XX w.
- Pozostałości po dawnym zespole dworsko-folwarcznym majątku Witowo: budynki gospodarcze, czworaki, przebudowany budynek dawnego dworu.